# Esther Phillips
Esther Phillips, pseudonimo di Esther Mae Washington (Galveston, 23 dicembre 1935 – Carson, 7 agosto 1984), è stata una cantante statunitense, conosciuta soprattutto per le sue performance nel genere R&B.

## Biografia

### Gli inizi
Esther Phillips, nata Esther Mae Washington, era figlia di genitori che divorziarono quando era ancora adolescente. Si divideva tra il padre residente a Houston e la madre, che abitava in un quartiere di Los Angeles. Nel periodo in cui cantava nel coro della chiesa, fu inserita, grazie alle insistenze della sorella, in un contest di musica blues che si svolgeva in un club. Poco più che bambina all'età di 14 anni, vinse un "amateur talent contest" nel 1949 al "Barrelhouse Club" di Johnny Otis. Otis rimase impressionato dal talento della giovanissima cantante e la fece incidere per la  Modern Records, inserendola inoltre nel "California Rhythm and Blues Caravan", con il nome di Little Esther. Solo più tardi la cantante aggiunse il cognome Phillips, ispirata dall'insegna di un distributore di benzina.

### Il successo
Interprete prolifica, ha ricevuto nel corso della sua carriera 4 nomination ai Grammy Awards. Nel 1970: "Best Rhythm & Blues Vocal Performance  Female" per il singolo Set Me Free; nel 1972: "Best Rhythm & Blues Vocal Performance Female" per l'album From a Whisper to a Scream; nel 1973: "Best Rhythm & Blues Vocal Performance Female" per l'album Alone Again (Naturally); nel 1975: "Best Rhythm & Blues Vocal Performance Female" per l'album What a Diff'rence a Day Makes.
Tra i suoi più grande successi è annoverata la versione disco dI What a Diff'rence a Day Makes tratta dall'album omonimo  del 1975.

### La dipendenza dalla droga
Fin dall’adolescenza, la vita privata e la  carriera artistica di Esther Phillips, furono condizionate dalla dipendenza dalla droga, che la costrinsero in più occasioni a lunghi periodi di disintossicazione. Nel 1984, poco prima di morire a causa di una grave insufficienza epatica a soli 49 anni, registrò con l’etichetta Muse l'album A Way To Say Goodbye,  che vide la luce due anni dopo.

### L'ultima antologia
Nel 2004 David Nathan, autore di testi e amico della cantante, ha realizzato un'antologia intitolata A Beautiful Friendship - The Kudu Anthology 1971-1976 contenente 33 tracce in cui prestano la loro opera grandi arrangiatori come David Matthews, Don Sebesky, Jack Wilson, Joe Beck, Pee Wee Ellis. Si tratta di un apprezzabile lavoro nella cui track-list non manca What A Difference A Day Makes.

## Discografia

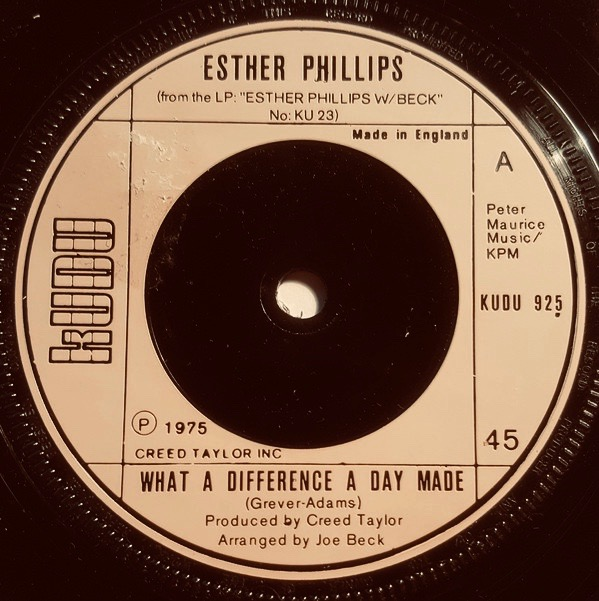
What A Difference A Day Made (label)

### Album
- 1963 – Release Me
- 1965 – And I Love Him
- 1970 – Burnin'
- 1971 – From a Whisper to a Scream
- 1972 – Alone Again, Naturally
- 1973 – Black-Eyed Blues
- 1974 – Performance
- 1975 – For All We Know
- 1975 – What a Difference a Day Makes
- 1975 – Confessin' the Blues
- 1976 – Capricorn Princess
- 1979 – You've Come a Long Way, Baby
- 1982 – A Good black Is Hard to Crack
- 1986 – A Way To Say Goodbye
- 2003 – Esther Phillips Anthology
- 2004 – Home Is Where the Hatred Is: The Kudu Years 1971-1977

### Singoli
- 1950 – Double Crossing Blues (met het Johnny Otis Orchestra)
- 1950 – Mistrusting Blues (met het Johnny Otis Orchestra)
- 1950 – Misery (met het Johnny Otis Orchestra)
- 1950 – Cupid's Boogie (met het Johnny Otis Orchestra)
- 1950 – Deceivin' Blues (met het Johnny Otis Orchestra)
- 1950 – Wedding Boogie (met het Johnny Otis Orchestra)
- 1950 – Far Away Blues (Xmas Blues) (met het Johnny Otis Orchestra)
- 1952 – Ring-a-Ding-Doo
- 1962 – Release Me
- 1963 – I Really Don't Want to Know
- 1963 – Am I That Easy to Forget
- 1963 – You Never Miss Your Water (Til the Well Runs Dry) (met Big Al Downing)
- 1963 – If You Want It (I've Got It) (met Big Al Downing)
- 1964 – Hello Walls
- 1965 – And I Love Him
- 1965 – Moonglow and Theme from Picnic
- 1965 – Let Me Know When It's Over
- 1966 – When a Woman Loves a Man
- 1969 – Too Late to Worry, Too Blue to Cry
- 1970 – Set Me Free
- 1972 – Home Is Where the Hatred Is
- 1972 – Baby, I'm for Real
- 1972 – I've Never Found a Man (To Love Me Like You Do)
- 1975 – What a Diff'rence a Day Makes
- 1976 – For All We Know
- 1983 – Turn Me Out